# Còdex de Leningrad

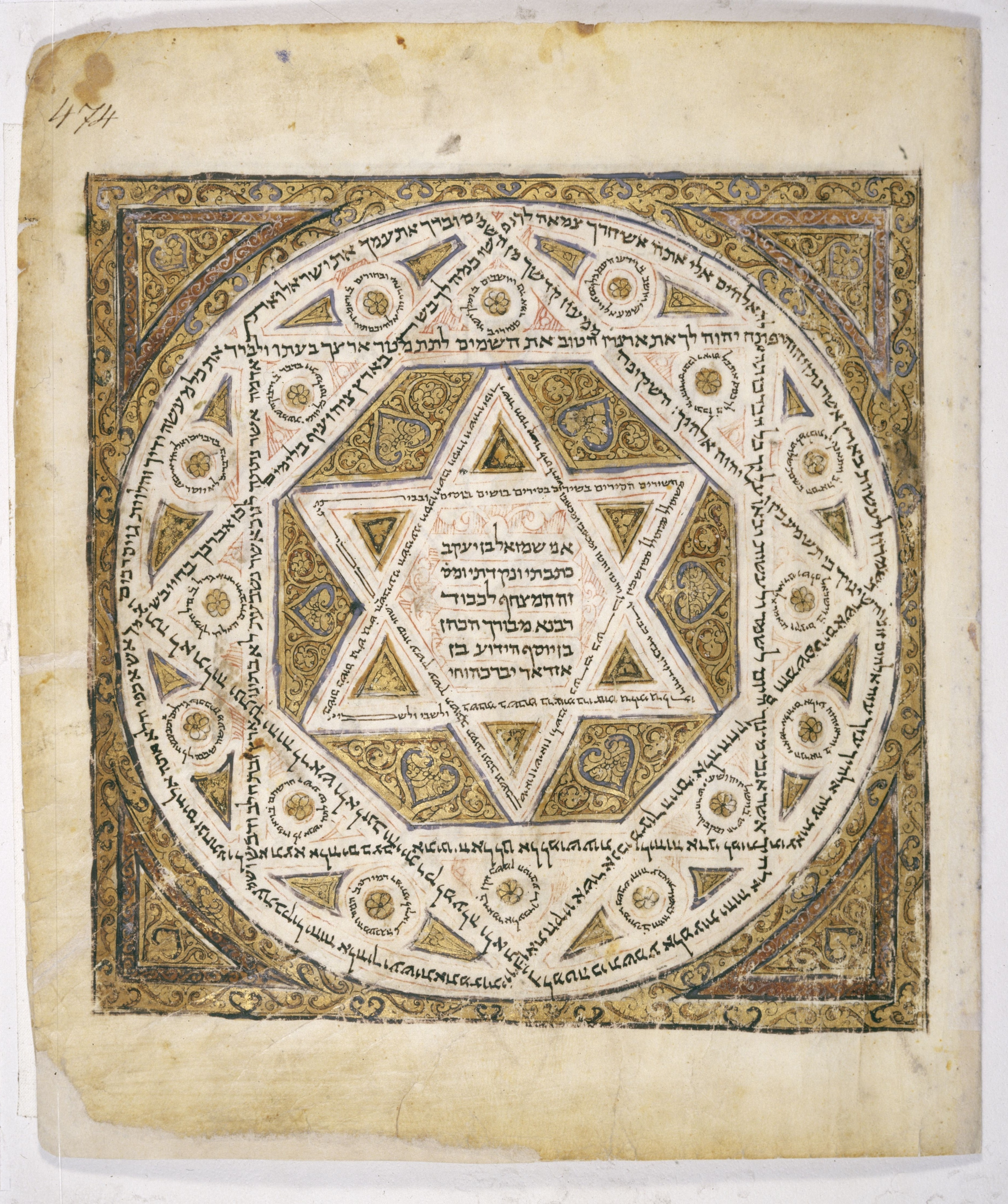
Còdex de Leningrad (foli 474a), mostrant una estrella de David portant els noms dels escribes.

El Còdex de Leningrad (Còdex Leningradensis), datat el 1008, és la més antiga còpia completa existent del text masorètic de la Bíblia Hebrea.
El còdex de Leningrad ha servit de base a la Bíblia Hebrea del 1937 i a la Bíblia Hebraica Stuttgartensia del 1977, que en són una transcripció exacte.

## Història

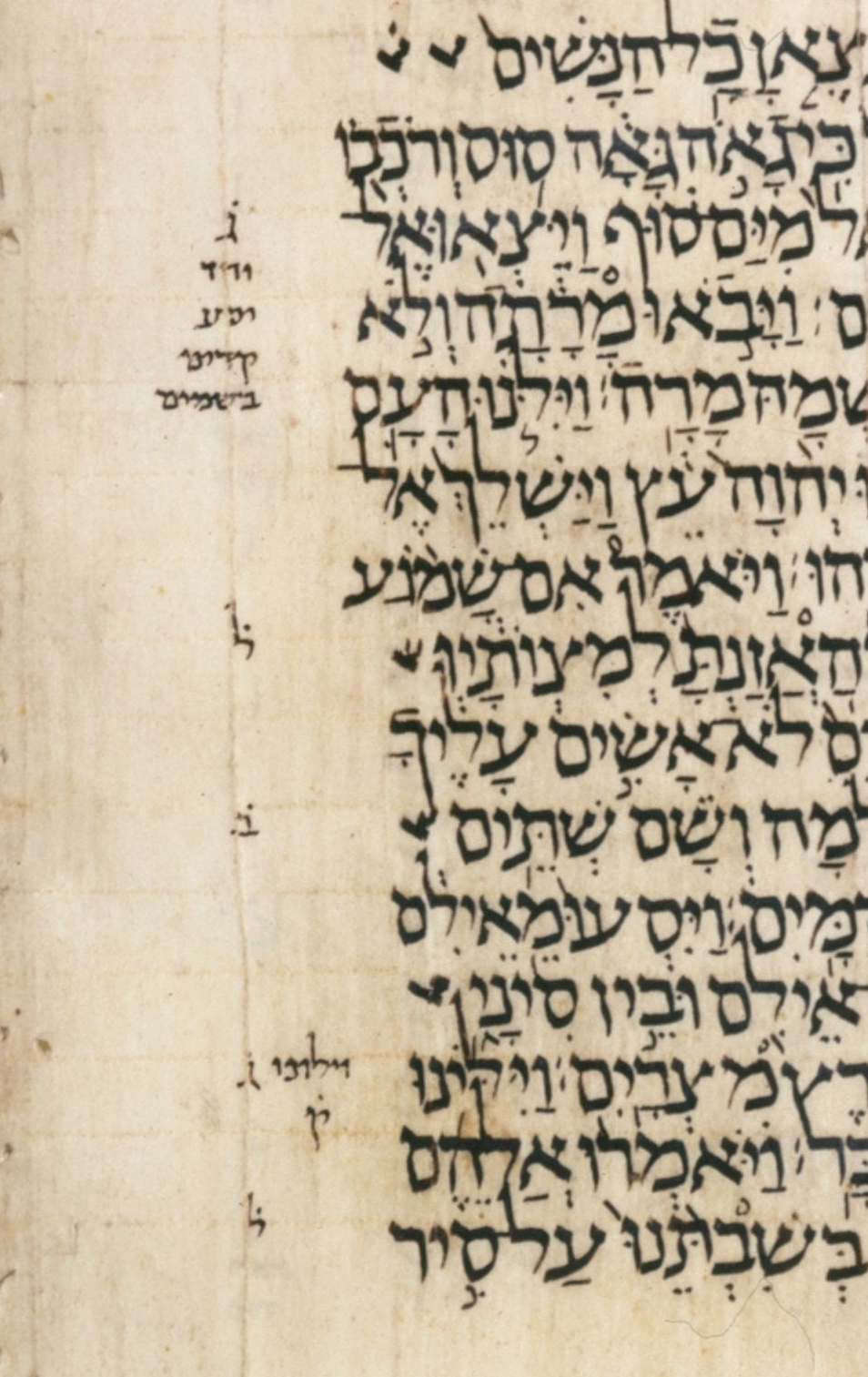
Còdex de Léningrad

Segons diu en el seu final, el còdex hauria estat copiat l'any 1008 al Caire a partir de manuscrits d'Aharon ben Moshe ben Asher i venut a la comunitat karaite de Damasc l'any 1489. Malgrat que s'afirma que s'ha fet en el mateix escriptori de Ben Asher, no hi ha cap prova que ben Asher l'hagi vist mai. Fet excepcional per un còdex masorètic, és que el mateix copista, Samuel ben Jacob, escrigues les consonants, les vocals i les notes masorètiques.
Es pense que el Còdex de Leningrad seria el manuscrit més fidel a la tradició de ben Asher, a l'excepció del Còdex Aleppo, escrit de la mà del mateix Ben Asher. El manuscrit porta nombroses alteracions, Moshe Goshen-Gottstein ha suggerit que un text preexistent, que no seguia les regles de ben Asher, hauria estat esmenat per conformar-lo.
El còdex està actualment conservat en la Biblioteca Nacional de Rússia, sota el nom catalogat Firkovich B 19 A. L'últim propietari, el col·leccionista karaite Abraham Firkovich, no va deixar cap referència sobre la procedència del còdex, que va ser transferit a Odessa l'any 1838 i portat més tard a la Biblioteca Nacional de Rússia.